# Orlamünde
Orlamünde é uma cidade da Alemanha localizada no distrito de Saale-Holzland, estado da Turíngia.
Orlamünde é membro do Verwaltungsgemeinschaft (português: corporações ou corpos administrativos centrais) de Südliches Saaletal.